# 入植地
入植地（にゅうしょくち）とは、開拓の為に移住した地・植民が移住した地の事を指す。
「移住地」「開拓地」とも言う。

## 概要
開拓などの為に、移住する地の事。その移住した人は「移民」・「開拓者」・「入植者」とも呼ばれる。国際的には植民地と同じ意味で使われることもあり、国家の支配体制を確立させる為に入植者を送り込もうとする思考は開拓植民地主義と呼ばれる。
世界史においては、ヨーロッパの人々が定住を試みたアメリカ大陸やオーストラリア等の新世界、及び南アフリカ等の一部アフリカ地域の土地に対し、入植地と称することがある。
また、第二次世界大戦後の国際情勢を論じる場合、占領地に外部から移住してきた民間人の土地を入植地と称する。占領権力が自国市民を占領地域に移住させる行為はジュネーヴ第四条約第49条に違反する行為だが、特にパレスチナ、キプロス及び西サハラで大規模な入植行為が行われている。

## 日本
日本では、北海道の開拓において、移住してきた土地を入植地と称することがある。明治には、北海道開拓の為に屯田兵を募り（主に道央以北、以東に展開）、琴似屯田兵村などで効果を上げた。明治29年（1896年）には会津若松により、入植を行うための「会津植民組合」が設立されて開拓を行い、その入植地は久遠郡せたな町に地名としても残っている。北海道の新十津川町は、十津川村の村民が集団移住し開拓した町である。徳島県には「徳島県北海道移住関係資料」がある。また、上田静一（小学校教師）によって率いられて大正期に京都の被差別部落から人々を集めて実行された北海道移住 などの過去から、明らかにしない場合もある。

## 中東におけるユダヤ人入植地
中東におけるユダヤ人入植地は元々はユダヤ人の移住を図る目的で建設されたキブツ（集団農場）や大規模開発都市が起源であるが、国際社会を論じる際に主に問題となるのは1967年の第三次中東戦争以降にイスラエルが占領した地域における入植地のことを指す。

## キプロス
キプロスでは、トルコによって北キプロスへの入植行為が行われている。
キプロスには元々ギリシャ系住民とトルコ系住民が居住していたが、キプロスの将来を巡る対立からキプロス紛争が1955年以降続いていた。1974年にギリシャ系住民によるクーデターが発生すると、トルコはトルコ系住民の保護を名目にトルコ軍をキプロスへ派兵し、同年の停戦までにグリーンライン以北（北キプロス）のキプロス島を占領した。停戦後、北キプロスでは北キプロス・トルコ共和国が建国され、トルコが国家承認を行なってからは両国間での人の移動が盛んになった。だが、トルコ以外の国は北キプロスを依然としてトルコ軍の占領地域と認識しているため、国際社会においてトルコから北キプロスへの移住（入植）行為はジュネーヴ第4条約第49条に違反する行為となる。ただし、北キプロスでは占領者と被占領者が同じ民族（トルコ人）で両者の混合が進んでいることから、「入植地」とその他の土地との区分は曖昧である。

## 西サハラ
西サハラでは、モロッコによって占領地への入植行為が行われている。
西サハラは元々スペイン領サハラであったが、スペイン撤退後の領有権を巡ってモロッコ・モーリタニアとポリサリオ戦線が対立し、西サハラ戦争が発生した。モーリタニアは途中で領有権を放棄したが、モロッコは戦争を継続して1991年の停戦までに西サハラの凡そ7割を占領し、占領地で自国民の入植行為を後援した。西サハラにおける主権の行方は国際的に未確定と認識されているため、モロッコによる自国民の入植行為はジュネーヴ第4条約第49条に違反する行為と国際的に認識されている。だが、モロッコによる自国民の入植行為は続き、2005年までにモロッコ人入植者が西サハラ住民の3分の2以上を占める状態となった。そのため、西サハラにおけるモロッコ人の入植地とその他の土地との区分は曖昧なものとなっている。